# Mesagne
Mesagne (Mesañe pronunciación italiana) es una ciudad y municipio italiano de la comarca del Salento, en la provincia de Brindisi (Bríndisi pronunciación italiana), en la región de Apulia. Mesagne alcanzó la condición de ciudad en el 1999. Con
sus 26.845 habitantes es la quinta ciudad más poblada de la provincia, y está a 15 kilómetros de Brindisi.
La economía del municipio es mayoritariamente agrícola; la producción se centra principalmente en el aceite de oliva y en el vino. Mesagne es miembro de la ruta del vino llamada "Appia dei Vini".

## Historia
Mesagne fue un centro importante cuando la región estaba dominada por los Mesapios porque unía a Oria con el puerto de Brindisi. 
Después de la conquista romana, fue una ciudad importante ubicada en la Vía Apia. Su nombre es de estos tiempos. Se llamaba Castrum Medianum, luego Castro Misciano (michano), y este es el nombre utilizado desde el siglo XVI. Luego el nombre se fue evolucionando de Michano en Michañe/i y finalmente en Mesañe (Mesagne).

## Ruta del vino
Mesagne es miembro de la ruta del vino llamada Apia de los vinos.